# Mechac Koffi
Mechac Koffi (Bouna, 24 settembre 1988) è un ex calciatore ivoriano, di ruolo attaccante.